# 林洋次
林 洋次（はやし ひろつぐ、1943年 - ）は、日本の工学者、工学博士、早稲田大学創造理工学部総合機械工学科教授。専門はトライボロジー。

## 人物紹介
トライボロジーの第一人者として研究を続けるかたわら教科書を多数出版している。趣味はギター。数学、プログラミング、マンドリンにも造詣が深い。

## 研究内容
専門はトライボロジーであり、機械設計において必須の物体間の摩擦、潤滑にまつわる研究を行っている。また、ギターの振動と音響特性に関する研究も行っている。

## 略歴
- 1962年　早稲田大学高等学院卒業
- 1971年　早稲田大学大学院理工学研究科博士課程修了
- 1973年　工学博士 (早稲田大学にて)
- 1980年　早稲田大学教授に就任

## 主な作品

### 著書
- 機械設計学　朝倉書店
- 最新機械製図　実教出版
- 機械要素概論1 実教出版
- 機械要素概論2 実教出版
- 役にたつ機械製図―学生からエンジニアまで　朝倉書店

## 参考サイト
- 早稲田大学林洋次研究室ホームページ